# Tomasz Pruszanowski
Tomasz Pruszanowski herbu Prus I – podczaszy rzeczycki w latach 1777–1781, horodniczy rzeczycki, łowczy rzeczycki w 1764 roku.
Był posłem województwa mińskiego na sejm konwokacyjny 1764 roku.